# Emil Adolf von Behring
Emil von Behring (Hansdorf, 15. ožujka 1854. – Marburg, 31. ožujka 1917.), njemački liječnik i imunolog.
Bio je profesor u Berlinu, Halleu i Marburgu, gdje je osnovao institut i tvornicu seruma. Pronašao je serume protiv difterije i tetanusa, a 1901. dobio je Nobelovu nagradu za medicinu. 